# Aculau
Aculau (Açulau, Asulau, Asulau/Sare) ist ein osttimoresischer Suco im Verwaltungsamt Hatulia (Gemeinde Ermera).

## Geographie

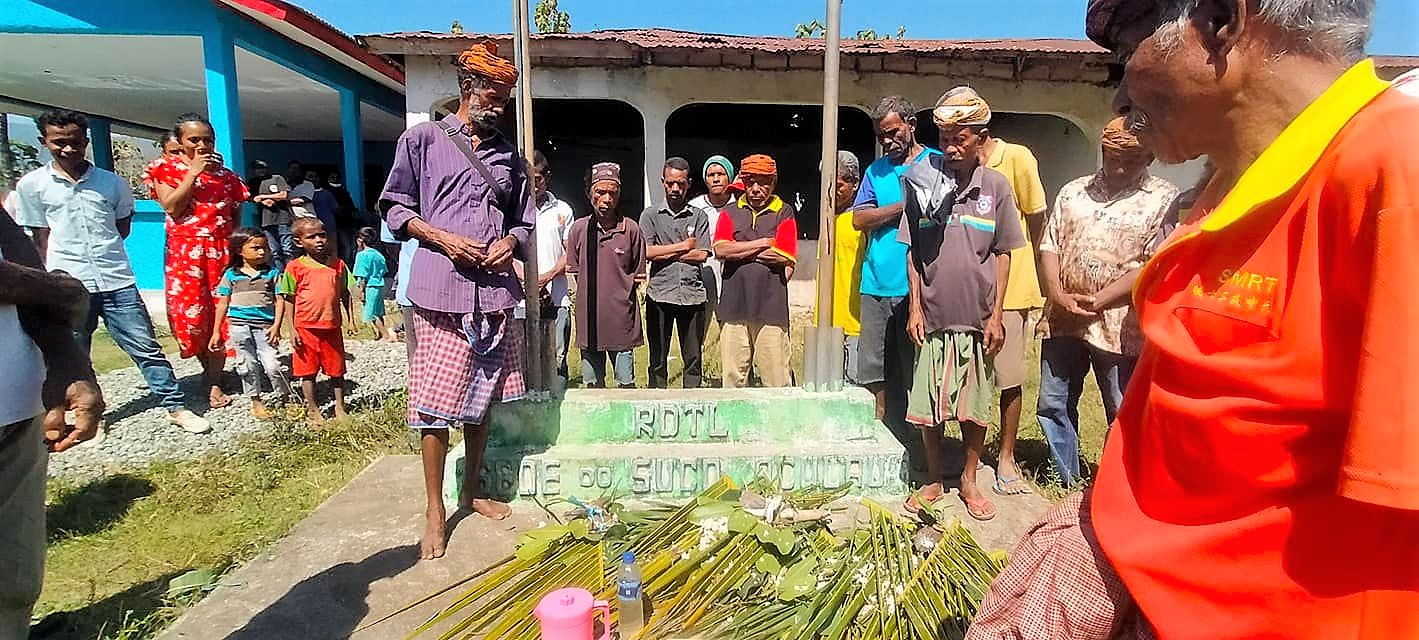
Am Sitz des Sucos

Vor der Gebietsreform 2015 hatte Aculau eine Fläche von 47,72 km². Nun sind es 47,01 km². Der Suco liegt im Nordwesten des Verwaltungsamts Hatulia. Südlich liegt der Suco Ailelo. Im Osten grenzt Aculau an das Verwaltungsamt Hatulia B mit den Sucos Mau-Ubo und Fatubessi und im Norden an die zur Gemeinde Liquiçá gehörenden Verwaltungsämter Liquiçá mit dem Suco Leotala und Loes mit den Sucos Lissadila und Guiço. Im Südwesten liegen die zur Gemeinde Bobonaro gehörenden Verwaltungsämter Atabae mit dem Suco Atabae und Cailaco mit dem Suco Purugua. Entlang der Grenze zu Bobonaro fließt zunächst der Marobo in einem breiten Flussbett mit zahlreichen Sandbänken, bis südlich des Dorfes Sare der Bebai aus Bobonaro kommend auf den Marobo trifft und mit ihm gemeinsam den Lóis bildet. Während der Lóis weiter nach Westen fließt, mündet in ihn der nördliche Grenzfluss, der Gleno. Der Fluss Gamerama bildet den Südteil der Grenze zu Fatubessi und mündet in den Eahora, dem Grenzfluss zu Ailelo, der im Marobo endet. In den Marobo ergießt sich auch der Tutan, der im Zentrum von Aculau entspringt und nach Süden fließt. Der Guradi entspringt in Fatubessi und folgt dem nördlichen Teil der Grenze zu Aculau, bis er in den Gleno mündet, wo die Sucos Aculau und Urahou aufeinander treffen.
Im Westen von Aculau liegt das Dorf Sare, das auch über einen provisorischen Hubschrauberlandeplatz und eine medizinische Station verfügt. Im Zentrum liegen die Orte Ceres, Poelete und Dirhatilau (Dirihatilau) und etwas nördlich davon die Dörfer Direma und Caisoro. Größere Straßen, die den Suco mit der Außenwelt verbinden fehlen, weswegen die Wahlurnen für die Parlamentswahlen in Osttimor 2007 mit Pferden und Trägern zum Wahllokal in der Grundschule Escola Primaria Noerama gebracht und wieder abgeholt werden mussten.
Im Suco befinden sich die sechs Aldeias Bermoslau, Dirhatilau, Noerema (Norama), Poelete, Raimate und Sare.

## Einwohner

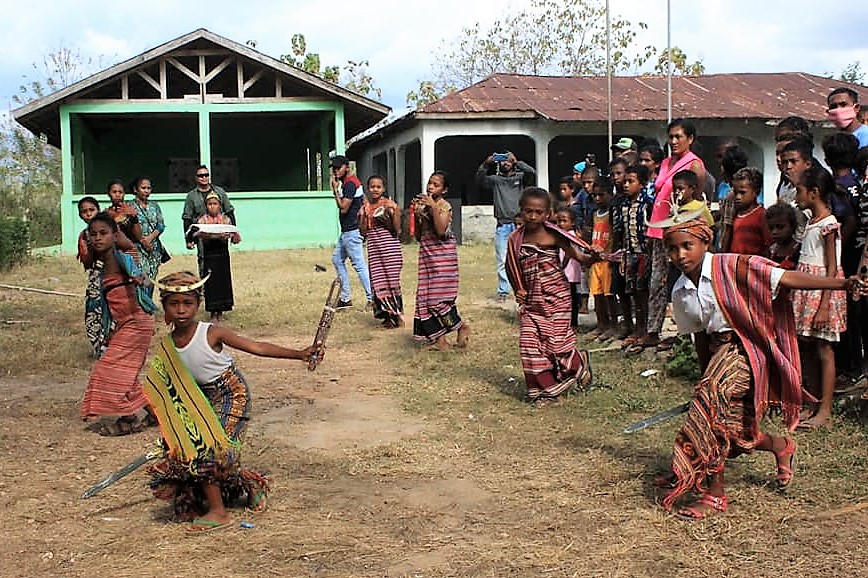
Kinder führen einen traditionellen Tanz vor (2020)

Im Suco leben 1.433 Einwohner (2022), davon sind 767 Männer und 676 Frauen. Im Suco gibt es 401 Haushalte. Über 51 % der Einwohner geben Tetum Prasa als ihre Muttersprache an. Fast 35 % sprechen Mambai, knapp 9 % Kemak, 2 % Tokodede und Minderheiten Makuva oder Tetum Terik.

## Geschichte
1978 starben in Aculau bei einem Angriff auf das Dorf Aisapu indonesischer Soldaten der Infanteriebataillone 744 und 745 nach Aussagen der Familien 88 Personen.
Ende 1979 gab es in Poelete ein Transit Camp, in dem die indonesische Besatzungsmacht osttimoresische Zivilisten internierte.
Tausende Flüchtlinge aus den Sucos Vatuboro, Guiço, Lissadila, Vatuvou, Maubaralissa, Vaviquinia und Gugleur, versammelten sich ab Februar 1999 infolge der Gewaltwelle im Umfeld des anstehenden Unabhängigkeitsreferendum in Sare. Eine internationale Hilfslieferung brachte Anfang Juli 25 Tonnen Lebensmittel zu dem Dorf. Zu diesem Zeitpunkt befanden sich dort 3800 Flüchtlinge, 2250 alleine aus Guiço. Im Februar/März waren es noch 5000, aber einige zogen weiter nach Atabae und nach Hatolia Vila. Allein zwischen Februar und Juli wurden 23 Frauen durch Milizionäre vergewaltigt und fünf Personen durch die pro-indonesischen Milizen Besi Merah Putih (BMP) und Halilintar ermordet, die in der Region operierten. Die Opfer wurden getötet, als sie versuchten von ihrem Heim Maniokwurzeln für ihre Familien zu holen. Im Februar hatten die Flüchtlinge noch Nahrungsmittel von der Bevölkerung in Aculau bekommen, im März reichten die Vorräte dafür aber nicht mehr aus, so dass die Flüchtlinge in den Wäldern nach Nahrung suchen mussten und versuchten eigene Gärten anzulegen. Immer wieder wurden Hütten und Gärten der Flüchtlinge durch die BMP niedergebrannt, Zinkdächer und Nutzvieh wurden geraubt. Jeden Tag starben nach Angaben des Chefe de Suco von Aculau drei bis vier Menschen in dem Flüchtlingslager. Unter den Flüchtlingen grassierten Malaria, Atemwegserkrankungen, Durchfall und Ruhr. Zwar gab es eine medizinische Station im Suco, die einzige Krankenschwester war aber im März 1998 nach Hatolia Vila geflohen. Für das Unabhängigkeitsreferendum am 30. August 1999 wurde für die Flüchtlinge extra ein Wahllokal in Sare eingerichtet, da sie sich nicht trauten nach Hause zurückzukehren. Jene, die für die Abstimmung in ihren Heimatort zurückkehrten, verließen ihn aus Angst vor weiterer Gewalt sofort nach Abgabe der Stimme wieder. Die Flüchtlinge kehrten erst endgültig in ihre Heimat zurück, als im September die internationale Eingreiftruppe (INTERFET) eintraf.

## Politik

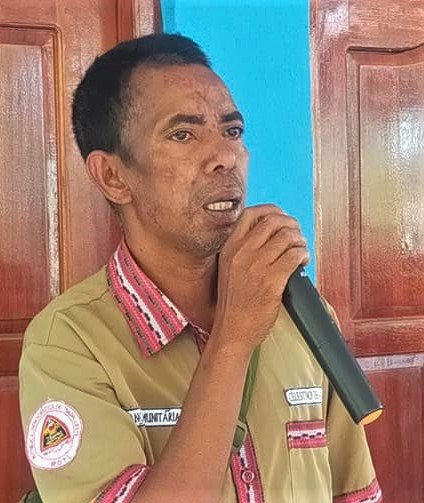
Celestino de Araújo (2022)

Bei den Wahlen von 2004/2005 wurde Marcelino da Silva zum Chefe de Suco gewählt. Bei den Wahlen 2009 gewann Armando Martins Soares und 2016 Celestino de Araújo.